# Projet de Constitution pour l'État valencien
Pour les articles homonymes, voir Statut d'autonomie valencien.
Le projet de Constitution pour l'État valencien (titre original, en castillan : Proyecto de Constitución para el Estado Valenciano) est un projet de Constitution définissant le Pays valencien comme un État dans le cadre d'une Espagne constituée en un hypothétique État fédéral républicain, voté par les représentants du Parti républicain fédéral à Alicante le 8 avril 1904.
Reprenant les postulats d'un fédéralisme extrêmement décentralisateur promu par Francisco Pi y Margall dans la Première République espagnole trente ans plus tôt, il constitue un premier antécédent de la revendication d'autonomie politique qui prendra forme en 1919 avec l'avant-projet de Mancommunauté valencienne, lui-même fondé sur la Déclaration valencianiste de 1918.

## Présentation
Il s'inscrit dans la continuité d'un projet de fédération ibérique élaboré par les membres du Parti républicain fédéral après l'échec du Sexennat démocratique, en particulier d'un projet de Constitution fédérale adopté lors d'une assemblée tenue en 1883 à Saragosse.
Selon Lluís Aguiló i Lúcia, « il constitue le premier texte légal contemporain et le seul à avoir envisagé la possibilité d'un Pays valencien comme État membre de l'État fédéral espagnol ».
Le texte, entièrement rédigé en castillan, a été adopté par les représentants du Parti républicain fédéral, héritiers de Pi y Margall, à Alicante en 1904,,.
Il se compose de 12 titres, regroupant 105 articles sur 16 pages.
L'« État valencien » y est présenté (Préambule et Titre I, article 1) comme « souverain et autonome », dont la forme de gouvernement (Titre IV, art. 43) est « la République représentative et démocratique »,.
Le territoire valencien (regroupant les provinces d'Alicante, Castellón et Valence), non explicitement défini, y est appelé « Région valencienne » (Región Valenciana), le terme de « Région » apparaissant 10 fois, contre 5 pour celui d'« État », reprenant implicitement le territoire de l'« État de Valence », l'un des 17 États constituant la « Nation espagnole » figurant dans le projet de Constitution fédérale espagnole de 1873 (es),.
Le texte peut déconcerter le lecteur contemporain par la quasi absence de référence à l'Espagne. Le mot « Espagne » ne figure en effet pas dans le texte, l'Espagne y est appelée « patrie » (patria), mentionnée dans le titre III (art. 41) :
« Todo valenciano está obligado a defender la patrie con las armas dentro y fuera el territorio de Valencia, con arreglo a las leyes particulares de la Región y las generales de la Federación. »
« Tout Valencien est obligé de défendre la patrie avec les armes à l'intérieur et à l'extérieur du territoire de Valence, en accord avec les lois particulières de la Région et celles générales de la Fédération. »
Le terme « espagnol » apparaît une seule fois, toujours dans le Titre III (art. 42) :
« [Los valencianos] deben respetar las leyes y autoridades de la Federación española y se obligan a contribuir con la misma proporción a los gastos de dicha Federación. »
« [Les Valenciens] doivent respecter les lois et autorités de la Fédération espagnole et s'obligent à contribuer avec la même proportion aux dépenses de celle-ci. »
Dans le texte, le terme d'« État » doit toujours être entendu comme « État fédéré » (bien que l'adjectif soit absent du texte), et le texte ne défend en aucun cas une posture séparatiste ou indépendantiste, il répond seulement à la conception politique fédéraliste extrêmement décentralisée sur le plan administratif défendue par Pi y Margall. L'emploi du terme « patrie », renvoyant à l'affectif et aux sentiments, illustre bien le caractère supérieur accordé à l'idée d'une « nation espagnole », par contraposition à celui d'« État », envisagé comme un terme purement administratif dans le cadre d'une « Fédération ».
Le Titre VI, consacré au pouvoir législatif, établit un parlement bicaméral composé d'un Congrès, dont les membres sont élus par des comarques ou circonscriptions, et d'un Sénat, dont les membres sont élus par les municipalités. Les deux chambres sont renouvelées tous les deux ans.
Le Titre VIII, consacré au pouvoir exécutif, établit que celui-ci est formé de trois ministres, l'un chargé de l'Intérieur (Gobernación), un autre chargé de la Justice et des Travaux publics, et d'un troisième du Budget, sous la direction du président de l'État. Ce dernier est élu par un vote majoritaire des deux chambres législatives réunies. Son mandat est révocable à tout moment par celles-ci. 
Le texte ne définit les Valenciens qu'en termes purement administratifs, et pas en termes ethniques ou ethnolinguistiques (Titre III, art. 40) : 
« Son valencianos los nacidos en la Región [y] los de otras Región que hayan obtenido carta de naturaleza »
« Sont valenciens ceux qui sont nés dans la Région [et] ceux natifs d'autres Régions qui auront obtenu une naturalisation »
Il n'évoque pas non plus la question de la ou des langues officielles à l'intérieur du territoire, renvoyant implicitement aux postulats du projet de Constitution fédérale de 1873, selon laquelle chaque État est invité à choisir « la langue qu'il estimera convenable » (la lengua que estimase conveniente). 
L'article 43 (Titre IV) affirme que « Quatre ans après la déclaration de la République, on concèdera à la femme les mêmes droits civils qu'à l'homme ».
Le texte n'eut pas d'impact significatif en dehors des cercles fédéralistes, très minoritaires. 